# خوسيه إيبانيز
خوسيه إيبانيز (بالإسبانية: José Ibáñez)‏ هو دراج كولومبي، ولد في 14 مارس 1968.

## وصلات خارجية
- خوسيه إيبانيز على موقع أرشيف الدراجات (الإنجليزية)
- خوسيه إيبانيز على موقع إحصائيات الدراجات الإحترافية (الإنجليزية)